# أريك تورنر
أريك تورنر (بالإنجليزية: Eric Turner) (و. 1968 – 2000 م) هو لاعب كرة قدم أمريكية، من الولايات المتحدة، ولد في فينتورا، كاليفورنيا، يلعب كمُؤمن ‏، توفي في ثاوزند أوكس، كاليفورنيا، عن عمر يناهز 32 عاماً، بسبب سرطان القولون.

## التعليم
تعلم في Ventura High School ‏.